# Jaak Arits
Jaak Arits (Molenbeersel, 19 juni 1917 - aldaar, 30 november 1996) was een Belgisch politicus. Hij was van burgemeester van de gemeente Molenbeersel van 1967 tot en met 1971, toen de fusie plaatsvond van de gemeenten Kessenich, Kinrooi, Ophoven-Geistingen en Molenbeersel.
Jaak was in 1946 een van de oprichters van de plaatselijke CVP en ging als gemeenteraadslid aan de slag in 1959. Na de fusie in 1971 werd hij schepen van de nieuwe gemeente Kinrooi. Hij bleef schepen tot 1988 waarna hij raadslid werd.